# Fausttürmchen

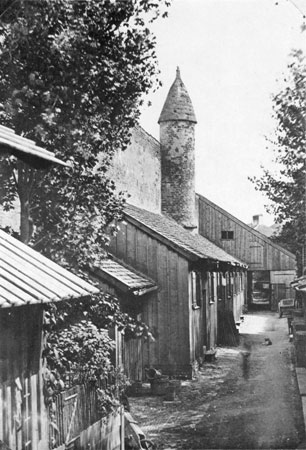
Fausttürmchen, Foto von 1873

Das Fausttürmchen war ein Turm der zweiten Stadtmauer des mittelalterlichen Münchens.

## Lage
Das Türmchen lag im Angerviertel im Süden der Münchner Altstadt zwischen Heyturm und Sendlinger Tor.

## Geschichte
Die Erbauungszeit des Türmchens ist nicht bekannt. Auf dem Stadtmodell Münchens von Jakob Sandtner ist es bereits zu erkennen, namentlich genannt wird es aber erst im 19. Jahrhundert.
Der Name Fausttürmchen wird auf den Knauf zurückgeführt, der die Spitze des Kegeldachs zierte. Nach starker Verwitterung erinnerte seine Form im 19. Jahrhundert an eine hochgereckte geballte Faust. Dieser Turmknauf ist heute im Münchner Stadtmuseum ausgestellt. Es existiert aber auch eine Legende, nach der die Faust beabsichtigt als Mahnung angebracht worden war, nachdem an dieser Stelle ein verräterischer Stadtbewohner lebendig eingemauert worden war, der einem Raubritter gegen Bezahlung die Stadttore hatte öffnen wollen.
Da das Türmchen dem Haus des Henkers gegenüberlag, wurde es auch als Henkertürmchen bezeichnet. Der Sage nach soll das Türmchen (oder zumindest seine Spitze) rot geglüht haben, wenn ein Unschuldiger hingerichtet wurde.
Benutzt wurde das Türmchen als Abortturm für die Wachmannschaften, die auf dem Wehrgang der Stadtmauer patrouillierten.
1873 wurde das Türmchen zusammen mit der Stadtmauer abgerissen, kurz vorher jedoch fotografiert.

## Beschreibung
Das Fausttürmchen war ein kleiner Rundturm mit Kegeldach, der auf einem Mauervorsprung oder einer Säule ruhte.